# Planocera
Genre
Planocera est un genre de vers plats polyclades de la famille des Planoceridae.

## Systématique

### GenrePlanocera
Le nom valide complet (avec auteur) de ce taxon est Planocera Blainville, 1828.
Planocera a pour synonymes :
- Carenoceraeus Schmarda, 1859
- Planocerodes Palombi, 1936
- Planoceros Ehrenberg, 1831

### Liste des espèces
Selon la base de données World Register of Marine Species (17 novembre 2023), le genre Planocera  contient les espèces suivantes :
- Planocera armata Laidlaw, 1902
- Planocera aurea (Kelaart, 1858)
- Planocera ceratommata (Palombi, 1936)
- Planocera crosslandi Laidlaw, 1903
- Planocera dictyota (Schmarda, 1859)
- Planocera discoides Willey, 1897
- Planocera edmonsi Prudhoe, 1982
- Planocera folia (Grube, 1840)
- Planocera folium (Grube, 1840)
- Planocera gilchristi Jacubowa, 1906
- Planocera graffi Lang, 1879
- Planocera hawaiensis Heath, 1907
- Planocera heda Kato, 1944
- Planocera multitentaculata Kato, 1944
- Planocera pacifica Hyman, 1954
- Planocera pellucida (Mertens, 1833)
- Planocera profunda Kato, 1937
- Planocera purpurea Yeri & Kaburaki, 1918
- Planocera reticulata (Stimpson, 1855)
- Planocera thesea (Kelaart, 1858)
- Planocera tridentata Hyman, 1953
- Planocera uncinata Palombi, 1939

Synonymes, reclassements
Les reclassements sont, sauf mention contraire, dans un genre de la famille des Planoceridae.
- l'espèce Planocera amphibola (Schmarda, 1859) est reclassée en Paraplanocera oligoglena (Schmarda, 1859)
- l'espèce Planocera amphibolus (Schmarda, 1859) est reclassée en Paraplanocera oligoglena (Schmarda, 1859)
- l'espèce Planocera bituberculata (Leuckart, 1828) est reclassée en Stylochus suesensis Ehrenberg, 1831 (famille des Stylochidae)
- l'espèce Planocera burchami Heath & McGregor, 1912 est reclassée en Koinostylochus burchami (Heath & McGregor, 1912) (famille des Callioplanidae)
- l'espèce Planocera californica Heath & McGregor, 1912 est reclassée en Hylocelis californica (Heath & McGregor, 1912) (famille des Cryptocelidae)
- l'espèce Planocera corniculata (Dalyell, 1853) est reclassée en Stylochoplana maculata (Quatrefage, 1845) (famille des Stylochoplanidae)
- l'espèce Planocera corniculatus (Dalyell, 1853) est reclassée en Stylochoplana maculata (Quatrefage, 1845) (famille des Stylochoplanidae)
- l'espèce Planocera dictyotus (Schmarda, 1859) est synonyme de Planocera dictyota (Schmarda, 1859)
- l'espèce Planocera discoidea Willey, 1897 est synonyme de Planocera discoides Willey, 1897
- l'espèce Planocera discus Willey, 1897 est reclassée en Paraplanocera discus (Willey, 1897)
- l'espèce Planocera edmonsi Faubel, 1983 est Planocera edmondsi Prudhoe, 1982 (erreur typographique)
- l'espèce Planocera elegans (Kelaart, 1858) est reclassée en Stylochoplana elegans (Kelaart, 1858) (famille des Stylochoplanidae)
- l'espèce Planocera elliptica Girard, 1851 est reclassée en Stylochus ellipticus (Girard, 1850) (famille des Stylochidae)
- l'espèce Planocera folium (Grube, 1840) est synonyme de Planocera folia (Grube, 1840)
- l'espèce Planocera gaimardi Blainville, 1828 est synonyme de Planocera pellucida (Mertens, 1833)
- l'espèce Planocera grubei Graff, 1892 est reclassée en Chatziplana grubei (Graff, 1892) (famille des Stylochocestidae)
- l'espèce Planocera hawaiensis Heath, 1907 est Planocera hawaiiensis Heath, 1907 (erreur typographique)
- l'espèce Planocera heteroglena (Schmarda, 1859) est reclassée en Imogine megalops (Schmarda, 1859), reclassée en Stylochus megalops (Schmarda, 1859) (famille des Stylochidae)
- l'espèce Planocera inquilina Wheeler, 1894 est reclassée en Hoploplana inquilina (Wheeler, 1894) (famille des Hoploplanidae)
- l'espèce Planocera insignis Lang, 1884 est reclassée en Hoploplana insignis (Lang, 1884) (famille des Hoploplanidae)
- l'espèce Planocera langi Laidlaw, 1902 est reclassée en Paraplanocera langi (Laidlaw, 1902)
- l'espèce Planocera langii Laidlaw, 1902 est reclassée en Paraplanocera langi (Laidlaw, 1902)
- l'espèce Planocera marginata (Stimpson, 1857) est reclassée en Callioplana marginata Stimpson, 1857 (famille des Callioplanidae)
- l'espèce Planocera muelleri Audouin, 1827 est reclassée en Stylochus suesensis Ehrenberg, 1831 (famille des Stylochidae)
- l'espèce Planocera mulleri (Audouin, 1827) est reclassée en Stylochus suesensis Ehrenberg, 1831 (famille des Stylochidae)
- l'espèce Planocera nebulosa Girard, 1853 est reclassée en Imogine nebulosus (Girard, 1853), reclassée en Stylochus nebulosus (Girard, 1853) (famille des Stylochidae)
- l'espèce Planocera oligoglena (Schmarda, 1859) est reclassée en Paraplanocera oligoglena (Schmarda, 1859)
- l'espèce Planocera oxyceraea (Schmarda, 1859) est reclassée en Callioplana marginata Stimpson, 1857 (famille des Callioplanidae)
- l'espèce Planocera oxycerea (Schmarda, 1859) est reclassée en Callioplana marginata Stimpson, 1857 (famille des Callioplanidae)
- l'espèce Planocera papillosa Lang, 1884 est reclassée en Hoploplana papillosa Lang, 1884 (famille des Hoploplanidae)
- l'espèce Planocera pelagica (Moseley, 1877) est synonyme de Planocera pellucida (Mertens, 1833)
- l'espèce Planocera pelagica (Moseley, 1877) est synonyme de Planocera pellucida (Mertens, 1833)
- l'espèce Planocera rainieri Belloc, 1961 (nomen nudum, sans description nomenclaturalement acceptable)
- l'espèce Planocera reticulata (Gray, 1860) est synonyme de Planocera reticulata (Stimpson, 1855)
- l'espèce Planocera sandiegensis Boone, 1929 est reclassée en Interplana sandiegensis (Boone, 1929) (famille des Stylochoplanidae)
- l'espèce Planocera sargassicola (Mertens, 1833) est reclassée en Gnesioceros sargassicola (Mertens, 1833) (famille des Gnesiocerotidae)
- l'espèce Planocera simrothi Graff, 1892 est synonyme de Planocera pellucida (Mertens, 1833)
- l'espèce Planocera suesensis (Ehrenberg, 1831) est reclassée en Stylochus suesensis Ehrenberg, 1831 (famille des Stylochidae)
- l'espèce Planocera villosa Lang, 1884 est reclassée en Hoploplana villosa (Lang, 1884) (famille des Hoploplanidae)